# Giving Becky a Chance
Pour plus de détails, voir Fiche technique et Distribution.
Giving Becky a Chance est un film muet dramatique américain distribué par Paramount Pictures, réalisé par Howard Estabrook, écrit par Lois Zellner et Edith M. Kennedy, sorti en 1917 avec Vivian Martin et Jack Holt dans les rôles principaux.

## Synopsis
Les parents de Becky Knight sont de simples commerçants qui font en sorte que leur fille puisse suivre ses études dans un internat prestigieux. Becky, honteuse de la situation de ses parents, prétend qu'elle est aussi riche que ses camarades de classe. À Noël, elle est invitée dans la famille de l'une de ses compagnes d'étude où elle rencontre le docteur Tom Fielding qui la demande en mariage. Tom découvre la vérité sur les parents de Becky quand, lors d'une partie de chasse dans une ville voisine, il est appelé à soigner la mère de Becky.
il réprimande Becky pour sa tromperie et la quitte. Becky, apprenant la situation financière désespérée de son père, est forcée d'accepter un emploi de danseur masquée au relais routier de Ross Benson. La dernière nuit de son engagement, Tom découvre Becky aux prises avec Benson et apprend qu'elle a accepté cet emploi pour sauver son père. 
Le sacrifice de Becky surmonte les réticences de Tom et tous deux se marient.

## Fiche technique
- Titre original : Giving Becky a Chance
- Réalisation : Howard Estabrook
- Scénario : Lois Zellner et Edith M. Kennedy
- Photographie : James Van Trees
- Société de production : Oliver Morosco Photoplay Company
- Société de distribution : Paramount Pictures
- Pays de production : États-Unis
- Langue originale : muet
- Format : noir et blanc
- Genre : Drame
- Durée : 5 bobines
- Date de sortie : 
  - États-Unis : 7 juin 1917

## Distribution
- Vivian Martin : Becky Knight
- Jack Holt : Tom Fielding
- Jack Richardson : Ross Benson
- Pietro Sosso : Mr. Knight
- Alice Knowland : Mrs. Knight

## Postérité
Une séquence du film est reprise dans le court métrage promotionnel The House That Shadows Built, produit par Paramount Pictures en 1931 pour célébrer le vingtième anniversaire de la fondation de la société (en 1912).